# Премія «Оскар» за найкращі візуальні ефекти
Премія «Оскар» за найкращі візуальні ефекти — нагорода, яку щорічно присуджує Академія кінематографічних мистецтв і наук за значні досягнення у галузі візуальних ефектів.
Премію «Найкращі інженерні ефекти» вперше, в 1929 році, отримав від Академії кінематографічних мистецтв і наук Рой Померой за спецефекти у фільмі «Крила». У 1930 році премія була скасована.
Цю категорію було створено в 1939 році під назвою Премія «Оскар» за найкращі спеціальні ефекти.
У 1963 році категорію розділили на дві:
- Премія «Оскар» за найкращі спеціальні візуальні ефекти;
- Премія «Оскар» за найкращі звукові ефекти.

У 1972 році Академія перестала видавати нагороди за найкращі спеціальні візуальні ефекти, замінивши їх «Оскарами» за особливі досягнення, проте незабаром вона знову стала вручатися щорічно. В 1996 році назву номінації було змінено на Премія «Оскар» за найкращі візуальні ефекти.

## Номінанти та переможці
Переможці вказуються першими, виділяються жирним шрифтом на золотому тлі.

## Премія інженерних ефектів

### 1920-ті
| Рік              | Фільм          | Номінанти |
| ---------------- | -------------- | --------- |
| 1927–1928 (1-ша) |                |           |
| «Крила»          | Рой Померой    |           |
|                  | Ральф Гаммерас |           |
|                  | Наджент Слотер |           |

## Нагороди за спеціальні ефекти
У наведених нижче таблицях відображені номінанти на «Оскар» за найкращі спеціальні ефекти, а також включають одержувачів нагород за «Спеціальні досягнення».

### 1930-ті
| Рік                                   | Фільм | Номінанти |
| ------------------------------------- | --- | --------- |
| 1938 (11-та)                          | |           |
| «Нерест Півночі»                      | «Paramount production» (за видатні досягнення у створенні спеціальних фотографічних та звукових ефектів у фільмі «Нерест Півночі»). Гордон Дженнінгс, за допомогою Ян Домела, Дев Дженнінгс, Ірмін Робертс та Арт Сміт (спеціальні ефекти). , за допомогою Лоял Гріггс (транспарентне знімання). Лорен Райдер, за допомогою Гаррі Міллс, Луї Месенкоп та Волтер Оберст (звукові ефекти). |           |
| 1939 (12-та)                          | |           |
| «Прийшли дощі»                        | Фред Серсен (фотографічні ефекти); Едмунд Гансен (звук) |           |
| «Звіяні вітром»                       | Джек Косґров (фотографічні ефекти); Фред Альбін, Артур Джонс (звук) |           |
| «Тільки в янголів є крила»            | Рой Девідсон (фотографічні ефекти); Едвін К. Ган (звук) |           |
| «Приватне життя Єлизавети та Ессекса» | Байрон Гаскін (фотографічні ефекти); Натан Левінсон (звук) |           |
| «Топпер здійснює подорож»             | Рой Сірайт (фотографічні ефекти) |           |
| «Юніон Пасіфік»                       | , Гордон Дженнінгс (фотографічні ефекти); Лорен Райдер(звук) |           |
| «Чарівник країни Оз»                  | А. Арнольд Гілзпі (фотографічні ефекти); Дуглас Ширер (звук) |           |

### 1940-ві
| Рік                                                  | Фільм | Номінанти |
| ---------------------------------------------------- | --- | --------- |
| 1940 (13-та)                                         | |           |
| «Багдадський злодій»                                 | Ловренс Батлер (фотографічні ефекти); Джек Вітні (звук)                                                                                |           |
| «Синій птах»                                         | Фред Серсен (фотографічні ефекти); Едмунд Гансен (звук)                                                                                |           |
| «Місто Бум»                                          | А. Арнольд Гілзпі (фотографічні ефекти); Дуглас Ширер (звук)                                                                           |           |
| «Хлопчики з Сіракузи»                                | Джон Фултон (фотографічні ефекти); Бернар Б. Браун and Йосип Лапис (звук)                                                              |           |
| «Доктор Циклоп»                                      | Гордон Дженнінгс, (фотографічні ефекти)                                                                                                |           |
| «Іноземний кореспондент»                             | Пол Орел (фотографічні ефекти); Томас Т. Моултон (звук)                                                                                |           |
| «Повернення людини-невидимки»                        | Джон Фултон (фотографічні ефекти); Бернар Б. Браун and Вільям Хеджкок (звук)                                                           |           |
| «Дом довгого Вояжу»                                  | Р. Т. Лейтон, Рей Бінґер (фотографічні ефекти); Томас Т. Моултон (звук)                                                                |           |
| «Мільйон років до нашої ери»                         | Рой Моррайт (фотографічні ефекти); Елмер Рагузе (звук)                                                                                 |           |
| «Ребекка»                                            | Джек Косґров (фотографічні ефекти); Артур Джонс (звук)                                                                                 |           |
| «Морський яструб»                                    | Байрон Гаскін (фотографічні ефекти); Натан Левінсон (звук)                                                                             |           |
| «Швейцарська родина Робінсон»                        | Вернон Л. Волкер (фотографічні ефекти); Джон О. Ольберг (звук)                                                                         |           |
| «Тайфун»                                             | , Гордон Дженнінгс (фотографічні ефекти); Лорен Райдер (звук)                                                                          |           |
| «Жінки на війні»                                     | Говард Дж. Лайдекер, Вільям Брадфорд, Елліс Дж. Такері (фотографічні ефекти); Герберт Норш (звук)                                      |           |
| 1941 (14-та)                                         | |           |
| «Мені потрібні крила»                                | , Гордон Дженнінгс (фотографічні ефекти); Луї Месенкоп (звук)                                                                          |           |
| «Алома Південного моря»                              | , Ґордон Дженнінгс (фотографічні ефекти); Луї Месенкоп (звук)                                                                          |           |
| «Бомбардувальник, що пікірує» (Номінація відкликана) | Байрон Гаскін (фотографічні ефекти); Натан Левінсон (звук)                                                                             |           |
| «Командування польотом»                              | А. Арнольд Гілзпі (фотографічні ефекти); Дуглас Ширер (звук)                                                                           |           |
| «Жінка-невидимка»                                    | Лоуренс Батлер (фотографічні ефекти); Вільям Х. Вілмарт (звук)                                                                         |           |
| «Морський вовк»                                      | Байрон Гаскін (фотографічні ефекти); Натан Левінсон (звук)                                                                             |           |
| «Та жінка Гамільтон»                                 | Джон Фултон (фотографічні ефекти); Джон Холл (звук)                                                                                    |           |
| Топпер повертається                                  | Рой Сіврайт (фотографічні ефекти); Елмер Рагузе (звук)                                                                                 |           |
| Янка в Королівських ВПС                              | Фред Серсен (фотографічні ефекти); Едмунд Гансен (звук)                                                                                |           |
| 1942 (15-та)                                         | |           |
| «Жни дикий вітер»                                    | Гордон Дженнінгс, Вільям Перейра (фотографічні ефекти); Луї Месенкоп (звук)                                                            |           |
| «Чорний лебідь»                                      | Фред Серсен (фотографічні ефекти); Роджер Геман, Джордж Леверет (звук)                                                                 |           |
| Відчайдушна подорож                                  | Байрон Гаскін (фотографічні ефекти); Натан Левінсон (звук)                                                                             |           |
| «Летючі тигри»                                       | Говард Лідекер (фотографічні ефекти); Даніель Дж. Блумберг (звук)                                                                      |           |
| Невидимий агент                                      | Джон Фултон (фотографічні ефекти); Бернар Б. Браун (звук)                                                                              |           |
| «Книга джунглів (фільм, 1942)»                       | Лоуренс Батлер (фотографічні ефекти); Вільям Г. Вілмарт (звук)                                                                         |           |
| «Місіс Мінівер»                                      | А. Арнольд Гілзпі, Воррен Ньюкомб (фотографічні ефекти); Дуглас Ширер (звук)                                                           |           |
| «ВМС проходить наскрізь»                             | Вернон Л. Волкер (фотографічні ефекти); Джеймс Г. Стюарт (звук)                                                                        |           |
| «Один з наших літаків відсутній»                     | Рональд Нім (фотографічні ефекти); C. C. Стівенс (звук)                                                                                |           |
| «Гордість Янкі»                                      | Джек Косґров, Рей Бінґер (фотографічні ефекти); Томас Т. Моултон (звук)                                                                |           |
| 1943 (16-та)                                         | |           |
| «Термінове занурення»                                | Фред Серсен (фотографічні ефекти); Роджер Геман (звук)                                                                                 |           |
| «Повітряні сили»                                     | Ганс Конекемп, Рекс Вімпі (фотографічні ефекти); Натан Левінсон (звук)                                                                 |           |
| «Бомбард'є»                                          | Вернон Л. Волкер (фотографічні ефекти); Джеймс Г. Стюарт, Рой Гранвілл (звук)                                                          |           |
| «Північна зірка»                                     | Кларенс Сліфер, Рей Бінґер (фотографічні ефекти); Томас Т. Моултон (звук)                                                              |           |
| Так ми з гордістю вітаємось!                         | Гордон Дженнінгс, (фотографічні ефекти); Джордж Даттон (звук)                                                                          |           |
| «Очікуйте дії»                                       | А. Арнольд Гілзпі, Дональд Яхраус (фотографічні ефекти); Майкл Стейнор (звук)                                                          |           |
| 1944 (17-та)                                         | |           |
| «Тридцять секунд над Токіо»                          | А. Арнольд Гілзпі, Дональд Яхраус, Воррен Ньюкомб (фотографічні ефекти); Дуглас Ширер (звук)                                           |           |
| «Пригоди Марка Твена»                                | Пол Детлефсен, Джон Круз (фотографічні ефекти); Натан Левінсон (звук)                                                                  |           |
| «Дні слави»                                          | Вернон Л. Волкер (фотографічні ефекти); Джеймс Г. Стюарт, Рой Гранвілл (звук)                                                          |           |
| «Таємне командування»                                | Давід Аллен, Рей Кори,Роберт Райт (фотографічні ефекти); Рассел Мальмгрен and Гаррі Куснік (звук)                                      |           |
| «Оскільки ти пішов»                                  | Джек Косґров (фотографічні ефекти); Артур Джонс (звук)                                                                                 |           |
| «Історія доктора Васселла»                           | , Гордон Дженнінгс (фотографічні ефекти); Джордж Даттон (звук)                                                                         |           |
| «Вілсон»                                             | Фред Серсен (фотографічні ефекти); Roger Heman (звук)                                                                                  |           |
| 1945 (18-та)                                         | |           |
| «Чудова людина»                                      | Джон Фултон (фотографічні ефекти); Артур Джонс (звук)                                                                                  |           |
| «Капітан Едді»                                       | Фред Серсен, Сол Гальперін (фотографічні ефекти); Роджер Геман, Гаррі Леонард (звук)                                                   |           |
| «Spellbound»                                         | Джек Косґров (фотографічні ефекти) |           |
| «Вони були витраченими»                              | А. Арнольд Гілзпі, Дональд Яграус, Роберт МакДональд (фотографічні ефекти); Майкл Стейнор (звук)                                       |           |
| «Тисяча і одна ніч»                                  | Лоуренс В. Батлер (фотографічні ефекти); Рей Бомба (звук)                                                                              |           |
| 1946 (19-та)                                         | |           |
| «Дух Бліту»                                          | Том Говард (візуальні ефекти) |           |
| «Вкрадене життя»                                     | Вільям МакҐанн (візуальні ефекти); Натан Левінсон (звукові ефекти)                                                                     |           |
| 1947 (20-та)                                         | |           |
| «Вулиця Зеленого дельфіна»                           | А. Арнольд Гілзпі, Воррен Ньюкомб (візуальні ефекти); Дуглас Ширер, Майкл Стейнор (звукові ефекти)                                     |           |
| «Непереможений»                                      | , Деверо Дженнінгс, Гордон Дженнінгс, W. Wallace Kelley, Пол Лерпа (візуальні ефекти); Джордж Даттон (звукові ефекти)                  |           |
| 1948 (21-ша)                                         | |           |
| «Портрет Дженні»                                     | Пол Орел, Джозеф Макміллан Джонсон, Рассел Шерман, Кларенс Сліфер (візуальні ефекти); Чарльз Фрімен, Джеймс Г. Стюарт (звукові ефекти) |           |
| «Глибокі води»                                       | Ральф Гаммерас, Фред Серсен and Едвард Снайдер (візуальні ефекти); Роджер Геман (звукові ефекти)                                       |           |
| 1949 (22-га)                                         | |           |
| «Могучий Джо Янг»                                    | RKO Productions |           |
| «Тулса»                                              | Walter Wanger Pictures |           |

### 1950-ті
| Рік                          | Фільм                                                                                  | Номінанти |
| ---------------------------- | -------------------------------------------------------------------------------------- | --------- |
| 1950 (23-тя)                 |                                                                                        |           |
| «Місце призначення — Місяць» | Джордж Пал                                                                             |           |
| «Самсон і Деліла»            | Сесіль Блаунт Де Мілль                                                                 |           |
| 1951 (24-та)                 |                                                                                        |           |
| «Коли світи зіштовхнуться»   | Paramount                                                                              |           |
| 1952 (25-та)                 |                                                                                        |           |
| «Плімутська пригода»         | Metro-Goldwyn-Mayer                                                                    |           |
| 1953 (26-та)                 |                                                                                        |           |
| «Війна світів»               | Paramount Studio                                                                       |           |
| 1954 (27-ма)                 |                                                                                        |           |
| «20 000 льє під водою»       | Walt Disney Studios                                                                    |           |
| «Пекло і висока вода»        | 20th Century-Fox Studio                                                                |           |
| «Вони!»                      | Warner Bros. Studio                                                                    |           |
| 1955 (28-ма)                 |                                                                                        |           |
| «Мости в Токо-Рі»            | Paramount Studio                                                                       |           |
| «Руйнівники гребель»         | Associated British Picture Corporation, Ltd.                                           |           |
| «Дощі Ранчіпура»             | 20th Century-Fox Studio                                                                |           |
| 1956 (29-та)                 |                                                                                        |           |
| «Десять заповідей»           | Джон Фултон                                                                            |           |
| «Заборонена планета»         | А. Арнольд Гілзпі, Ірвінг Г. Ріес, Веслі К. Міллер                                     |           |
| 1957 (30-та)                 |                                                                                        |           |
| «Ворог внизу»                | Вальтер Россі (звукові ефекти)                                                         |           |
| «Дух Сент-Луїса»             | Луї Ліхтенфілд (візуальні ефекти)                                                      |           |
| 1958 (31-ша)                 |                                                                                        |           |
| «Хлопчик-мізинчик»           | Том Говард (візуальні ефекти)                                                          |           |
| «Пуск торпеди»               | А. Арнольд Гілзпі (візуальні ефекти); Гарольд Хамброк (звукові ефекти)                 |           |
| 1959 (32-га)                 |                                                                                        |           |
| «Бен-Гур»                    | А. Арнольд Гілзпі, Роберт МакДональд (візуальні ефекти); Міло Б. Лорі (звукові ефекти) |           |
| «Подорож до центру Землі»    | Л. Б. Ебботт, Джеймс Б. Ґордон (візуальні ефекти); Карлтон В. Фолкнер (звукові ефекти) |           |

### 1960-ті
| Рік                                             | Фільм                                                               | Номінанти |
| ----------------------------------------------- | ------------------------------------------------------------------- | --------- |
| 1960 (33-тя)                                    |                                                                     |           |
| «Машина часу»                                   | Джин Воррен, Тім Баар (візуальні ефекти)                            |           |
| «Останнє плавання»                              | Огі Ломан (візуальні ефекти)                                        |           |
| 1961 (34-та)                                    |                                                                     |           |
| «Гармати острова Наварон»                       | Білл Воррінгтон (візуальні ефекти); Кріс Грінгем(звукові ефекти)    |           |
| «Неуважний професор»                            | Роберт А. Маттей, Юстас Лікетт (візуальні ефекти)                   |           |
| 1962 (35-та)                                    |                                                                     |           |
| «Найдовший день»                                | Роберт МакДональд (візуальні ефекти); Жак Момон (звукові ефекти)    |           |
| «Заколот на „Баунті“»                           | А. Арнольд Гілзпі (візуальні ефекти); Міло Б. Лорі (звукові ефекти) |           |
| 1963 (36-та)                                    |                                                                     |           |
| «Клеопатра»                                     | Еміль Коса-молодший                                                 |           |
| «Птахи»                                         | Аб Айверкс                                                          |           |
| 1964 (37-ма)                                    |                                                                     |           |
| «Мері Поппінс»                                  | Пітер Елленшо, Юстас Лікетт, Гамільтон Люске                        |           |
| «7 облич доктора Лао»                           | Джим Данфорт                                                        |           |
| 1965 (38-ма)                                    |                                                                     |           |
| «Кульова блискавка»                             | Джон Стірс                                                          |           |
| «Найвеличніша історія з коли-небудь розказаних» | Джозеф МакМіллан Джонсон                                            |           |
| 1966 (39-та)                                    |                                                                     |           |
| «Фантастична подорож»                           | Арт Круікшанк                                                       |           |
| «Гаваї»                                         | Лінвуд Данн                                                         |           |
| 1967 (40-ва)                                    |                                                                     |           |
| «Доктор Дулітл»                                 | Л. Б. Ебботт                                                        |           |
| «Тобрук»                                        | Говард А. Андерсон, Альберт Вітлок                                  |           |
| 1968 (41-ша)                                    |                                                                     |           |
| «Космічна одіссея 2001 року»                    | Стенлі Кубрик                                                       |           |
| «Крижана станція «Зебра»»                       | Хал Міллар, Джозеф Макміллан Джонсон                                |           |
| 1969 (42-га)                                    |                                                                     |           |
| «Загублені»                                     | Робі Робертсон                                                      |           |
| «Кракатау, на схід від Яви»                     | Ежен Луріе та Алекс Велдон                                          |           |

### 1970-ті
| Рік                                 | Фільм                                                                                      | Номінанти |
| ----------------------------------- | ------------------------------------------------------------------------------------------ | --------- |
| 1970 (43-тя)                        |                                                                                            |           |
| «Тора! Тора! Тора!»                 | А. Д. Флауерс, Л. Б. Ебботт                                                                |           |
| «Паттон»                            | Алекс Велдон                                                                               |           |
| 1971 (44-та)                        |                                                                                            |           |
| «Ручки та мітли»                    | Алан Малей, Юстас Лікетт та Денні Лі                                                       |           |
| «Коли динозаври керували на Землі»  | Джим Данфорт та Роджер Діккен                                                              |           |
| 1972 (45-та)                        |                                                                                            |           |
| «Пригоди „Посейдона“»               | А. Д. Флауерс, Л. Б. Ебботт                                                                |           |
| 1973 (46-та)                        |                                                                                            |           |
| Премію не надано                    |                                                                                            |           |
| 1974 (47-ма)                        |                                                                                            |           |
| «Землетрус»                         | Френк Брендель, Глен Робінсон та Альберт Вітлок                                            |           |
| 1975 (48-ма)                        |                                                                                            |           |
| «Гінденбург»                        | Глен Робінсон та Альберт Вітлок                                                            |           |
| 1976 (49-та)                        |                                                                                            |           |
| «Кінг-Конг»                         | Карло Рамбальді, Глен Робінсон та Френк Ван дер Веер                                       |           |
| «Втеча Логана»                      | Л. Б. Абботт, Глен Робінсонта Метью Юрічич                                                 |           |
| 1977 (50-та)                        |                                                                                            |           |
| «Зоряні війни: Нова надія»          | Джон Стірс, Джон Дікстра, Річард Едлунд, Грант МакКун, Роберт Блалак                       |           |
| «Близькі контакти третього ступеня» | Рой Арбогаст, Дуглас Трамбулл, Меттью Юрісіч, Грегорі Джин Річард Юрісіч                   |           |
| 1978 (51-ша)                        |                                                                                            |           |
| «Супермен»                          | Ле Боуї, Колін Чилверс, Денис Куп, Рой Філд, Дерек Медінгс та Зоран Перишич                |           |
| 1979 (52-га)                        |                                                                                            |           |
| «Чужий»                             | Ганс Рудольф Гігер, Карло Рамбальді, Браян Джонсон, Нік Алдер, Денніс Айлінг               |           |
| «1941»                              | Вільям А. Фракер, А. Д. Флауерс, Григорій Джейн                                            |           |
| «Чорна діра»                        | Пітер Елленшо, Арт Круікшанк, Юстас Лікетт, Денні Лі, Гаррісон Елленшо, Джо Хейл           |           |
| «Місячний гонщик»                   | Дерек Меддінгс, Пол Вілсон, Джон Еванс                                                     |           |
| «Зоряний шлях: Фільм»               | Дуглас Трамбулл, Джон Дікстра, Річард Юрічич, Роберт Суарте, Девід К. Стюарт, Грант МакКун |           |

### 1980-ті
| Рік                                              | Фільм                                                           | Номінанти |
| ------------------------------------------------ | --------------------------------------------------------------- | --------- |
| 1980 (53-тя)                                     |                                                                 |           |
| «Зоряні війни: Імперія завдає удару у відповідь» | Браян Джонсон, Річард Едлунд, Денніс Мурен, Брюс Ніколсон       |           |
| 1981 (54-та)                                     |                                                                 |           |
| «Індіана Джонс: У пошуках втраченого ковчега»    | Річард Едлунд, Кіт Вест, Брюс Ніколсон, Джо Джонстон            |           |
| «Вбивця драконів»                                | Денніс Мурен, Філ Тіппетт, Кен Ралстон, Браян Джонсон           |           |
| 1982 (55-та)                                     |                                                                 |           |
| «Іншопланетянин»                                 | Карло Рамбальді, Денніс Мурен, Кеннет Ф. Сміт                   |           |
| «Той, хто біжить по лезу»                        | Дуглас Трумбул, Річард Юрічич та Девід Драйер                   |           |
| «Полтергейст»                                    | Річард Едлунд, Майкл Вуд, Брюс Ніколсон                         |           |
| 1983 (56-та)                                     |                                                                 |           |
| «Зоряні війни: Повернення джедая»                | Річард Едлунд, Денніс Мурен, Кен Ралстон, Філ Тіппетт           |           |
| 1984 (57-ма)                                     |                                                                 |           |
| «Індіана Джонс і Храм Долі»                      | Денніс Мурен, Майкл Дж. Макалістер, Лорн Петерсон, Джордж Гіббс |           |
| «2010»                                           | Річард Едлунд, Ніл Крепела, Джордж Дженсон, Марк Стетсон        |           |
| «Мисливці на привидів»                           | Річард Едлунд, Джон Бруно, Марк Варго, Чак Гаспар               |           |
| 1985 (58-ма)                                     |                                                                 |           |
| «Кокон»                                          | Кен Ралстон, Ральф МакКуаррі, Скотт Фаррар та Девід Беррі       |           |
| «Повернення в країну Оз»                         | Віл Вінтон, Ян Вінгроу, Зоран Перишич, Майкл Ллойд              |           |
| «Молодий Шерлок Холмс»                           | Денніс Мурен, Кіт Вест, Джон Р. Елліс, Девід В. Аллен           |           |
| 1986 (59-та)                                     |                                                                 |           |
| «Чужі»                                           | Роберт Скотак, Стен Вінстон, Джон Річардсон та Сюзанна Бенсон   |           |
| «Маленька крамничка жахів»                       | Лейл Конвей, Бран Феррен, Мартін Ґютеррідж                      |           |
| «Полтергейст 2»                                  | Річард Едлунд, Джон Бруно, Ґаррі Воллер, Вільям Нейл            |           |
| 1987 (60-та)                                     |                                                                 |           |
| «Внутрішній космос»                              | Денніс Мурен, Біл Джордж, Гарлі Джессуп, Кеннет Ф. Сміт         |           |
| «Хижак»                                          | Джоель Гінек, Роберт М. Грінберг, Річард Грінберг, Стен Вінстон |           |
| 1988 (61-ша)                                     |                                                                 |           |
| «Хто підставив кролика Роджера»                  | Кен Ралстон, Річард Вільямс, Едвард Джонс та Джордж Гіббс       |           |
| «Міцний горішок»                                 | Річард Едлунд, Аль ДіСарро, Брент Боутс, Тайн Морріс            |           |
| «Віллоу»                                         | Денніс Мурен, Майкл Дж. Макалістер, Філ Тіппетт, Кріс Еванс     |           |
| 1989 (62-га)                                     |                                                                 |           |
| «Безодня»                                        | Джон Бруно, Денніс Мурен, Гойт Єйтман, Денніс Скотак            |           |
| «Пригоди барона Мюнхгаузена»                     | Річард Конвей та Кент Г'юстон                                   |           |
| «Назад у майбутнє 2»                             | Кен Ралстон, Майкл Лантієрі, Джон Белл та Стів Гоулі            |           |

### 1990-ті
| Рік                                        | Фільм                                                             | Номінанти |
| ------------------------------------------ | ----------------------------------------------------------------- | --------- |
| 1990 (63-тя)                               |                                                                   |           |
| «Згадати все»                              | Ерік Бревіг, Роб Боттін, Тім МакГоверн, Алекс Фонке               |           |
| 1991 (64-та)                               |                                                                   |           |
| «Термінатор 2: Судний день»                | Денніс Мурен, Стен Вінстон, Джин Воррен-молодший, Роберт Скотак   |           |
| «Зворотна тяга»                            | Мікаел Саломон, Аллен Холл, Клей Пінні, Скотт Фаррар              |           |
| «Капітан Гак»                              | Ерік Бревіг, Харлі Джессуп, Марк Салліван, Майкл Лантієрі         |           |
| 1992 (65-та)                               |                                                                   |           |
| «Смерть їй личить»                         | Кен Ралстон, Даг Чіанг, Даг Сміт, Том Вудруф-молодший             |           |
| «Чужий 3»                                  | Річард Едлунд, Алек Гілліс, Том Вудруф-молодший та Джордж Ґіббс   |           |
| «Бетмен повертається»                      | Майкл Фінк, Крейг Баррон, Джон Бруно, Денніс Скотак               |           |
| 1993 (66-та)                               |                                                                   |           |
| «Парк Юрського періоду»                    | Денніс Мурен, Стен Вінстон, Філ Тіппетт, Майкл Лантієрі           |           |
| «Скелелаз»                                 | Нел Крепела, Джон Річардсон, Джон Бруно та Памела Іслі            |           |
| «Жах перед Різдвом»                        | Піт Козачик, Ерік Лейтон, Аріель Веласко Шоу, Гордон Бейкер       |           |
| 1994 (67-ма)                               |                                                                   |           |
| «Форрест Ґамп»                             | Кен Ралстон, Джордж Мерфі,Стівен Розенбаум та Аллен Холл          |           |
| «Маска»                                    | Скотт Сквайрс, Стів Вільямс, Том Бертіно, Джон Фархат             |           |
| «Правдива брехня»                          | Джон Бруно, Томас Л. Фішер, Жак Стровейс, Патрік Макклунг         |           |
| 1995 (68-ма)                               |                                                                   |           |
| «Бейб»                                     | Скотт Е. Андерсон, Чарльз Гібсон, Ніл Скенлан та Джон Кокс        |           |
| «Аполлон-13»                               | Роберт Легато, Майкл Канфер, Леслі Еккер, Мет Суїні               |           |
| 1996 (69-та)                               |                                                                   |           |
| «День незалежності»                        | Волкер Енгель, Дуглас Сміт, Клей Пінні, Джозеф Віскоцил           |           |
| «Серце дракона»                            | Скотт Сквайрс, Філ Тіппетт, Джеймс Строс, Кіт Вест                |           |
| «Смерч»                                    | Стефен Фанґмейер, Джон Фрейзер, Хабіб Зарґарпоер, Генрі Ла Баунта |           |
| 1997 (70-та)                               |                                                                   |           |
| «Титанік»                                  | Роберт Легато, Марк Лассоф, Томас Л. Фішер, Майкл Канфер          |           |
| «Парк Юрського періоду 2: Загублений світ» | Денніс Мурен, Стен Вінстон, Рандал М. Дутра, Майкл Лантієрі       |           |
| «Зоряний десант»                           | Філ Тіппетт, Скотт Е. Андерсон, Алек Ґілліс, Джон Річардсон       |           |
| 1998 (71-ша)                               |                                                                   |           |
| «Куди приводять мрії»                      | Джоел Хенек, Ніколас Брукс, Стюарт Робертсон, Кевін Мак           |           |
| «Армагеддон»                               | Річард Р. Гувер, Патрік МакКлунг, Джон Фрейзьєр                   |           |
| «Могутній Джо Янг»                         | Рік Бейкер, Гойт Йотман, Аллен Холл та Джим Мітчелл               |           |
| 1999 (72-га)                               |                                                                   |           |
| «Матриця»                                  | Джон Гаета, Джанек Сіррс, Стів Кортлі, Джон Тум                   |           |
| «Зоряні війни: Прихована загроза»          | Джон Нолл, Мьюр, Скотт Сквайрес, Роб Колман                       |           |
| «Стюарт Літтл»                             | Джон Дікстра, Джером Чен, Генрі Ф. Андерсон III, Ерік Аллард      |           |

### 2000-ні
| Рік                                                   | Фільм                                                                   | Номінанти |
| ----------------------------------------------------- | ----------------------------------------------------------------------- | --------- |
| 2000 (73-тя)                                          |                                                                         |           |
| «Гладіатор»                                           | Джон Нельсон, Ніл Корблуд, Тім Берк та Роб Гарві (художник спецефектів) |           |
| «Невидимка»                                           | Скотт Е. Андерсон, Крейг Хейс, Скотт Стокдик, Стен Паркс                |           |
| «Ідеальний шторм»                                     | Стефен Фангмейер, Хабіб Заргарпур, Джон Фрейзьєр, Волт Конті            |           |
| 2001 (74-та)                                          |                                                                         |           |
| «Володар перснів: Хранителі Персня»                   | Джим Рігіел, Рендалл Вільям Кук, Річард Тейлор, Марк Стетсон            |           |
| «Штучний розум»                                       | Денніс Мурен, Скотт Фаррар, Стен Вінстон, Майкл Лантієрі                |           |
| «Перл-Гарбор»                                         | Ерік Бревіг, Джон Фрейзер, Ед Хірш, Бен Сноу                            |           |
| 2002 (75-та)                                          |                                                                         |           |
| «Володар перснів: Дві вежі»                           | Джим Рігіел, Джо Леттері, Рандалл Вільям Кук, Алекс Фонке               |           |
| «Людина-павук»                                        | Джон Дікстра, Скотт Стокдик, Ентоні Ламолінара, Джон Фрейзьєр           |           |
| «Зоряні війни: Атака клонів»                          | Роб Коулман, Пабло Хелман, Джон Нолл, Бен Сноу                          |           |
| 2003 (76-та)                                          |                                                                         |           |
| «Володар перснів: Повернення короля»                  | Джим Рігіел, Джо Леттері, Рандалл Вільям Кук, Алекс Фонке               |           |
| «Володар морів»                                       | Ден Судік, Стефен Фангмейер, Натан МакГіннес, Роберт Стромберг          |           |
| «Пірати Карибського моря: Прокляття «Чорної перлини»» | Джон Нолл, Хал Хікель,Чарльз Гібсон, Террі Фрейз                        |           |
| 2004 (77-ма)                                          |                                                                         |           |
| «Людина-павук 2»                                      | Джон Дікстра, Скотт Стокдик, Ентоні Ламолінара, Джон Фрейзьєр           |           |
| «Гаррі Поттер і в'язень Азкабану»                     | Роджер Гіет, Тім Берк, Джон Річардсон та Білл Джордж                    |           |
| «Я, робот»                                            | Джон Нельсон, Ендрю Р. Джонс, Ерік Неш, Джо Леттері                     |           |
| 2005 (78-ма)                                          |                                                                         |           |
| «Кінг-Конг»                                           | Джо Леттері, Брайан Ван Хал, Крістіан Ріверс, Річард Тейлор             |           |
| «Хроніки Нарнії: Лев, чаклунка та шафа»               | Дін Райт, Білл Вестенхофер, Джим Берні, Скотт Фаррар                    |           |
| «Війна світів»                                        | Денніс Мурен, Пабло Гельман, Рандал М. Дутра, Ден Судік                 |           |
| 2006 (79-та)                                          |                                                                         |           |
| «Пірати Карибського моря: Скриня мерця»               | Джон Нолл, Гал Гікель, Чарльз Гібсон, Аллен Холл                        |           |
| «Посейдон»                                            | Бойд Шерміс, Кім Лібрері, Час Джарретт та Джон Фрейзьєр                 |           |
| «Повернення Супермена»                                | Марк Стетсон, Ніл Корблуд, Річард Р. Гувер, Джон Тум                    |           |
| 2007 (80-та)                                          |                                                                         |           |
| «Золотий компас»                                      | Майкл Фінк, Білл Вестенхофер, Бен Морріс та Тревор Вуд                  |           |
| «Пірати Карибського моря: На краю світу»              | Джон Нолл, Хал Хікель, Чарльз Гібсон, Джон Фрейзьєр                     |           |
| «Трансформери»                                        | Скотт Фаррар, Скотт Бенза, Рассел Граф, Джон Фрейзьєр                   |           |
| 2008 (81-ша)                                          |                                                                         |           |
| «Загадкова історія Бенджаміна Баттона»                | Ерік Барба, Стів Пріг, Берт Далтон, Крейг Баррон                        |           |
| «Темний лицар»                                        | Нік Девіс, Кріс Корбульд, Тім Веббер, Пол Франклін                      |           |
| «Залізна людина»                                      | Джон Нельсон, Бен Сноу, Ден Судік, Шейн Махан                           |           |
| 2009 (82-га)                                          |                                                                         |           |
| «Аватар»                                              | Джо Леттері, Стівен Розенбаум, Річард Банехам, Ендрю Р. Джонс           |           |
| «Дев'ятий округ»                                      | Дан Кауфман, Пітер Мюзерс, Роберт Хаброс, Метт Ейткен                   |           |
| «Зоряний шлях»                                        | Роджер Гіет, Рассел Граф, Пол Кавана, Берт Далтон                       |           |

### 2010-ті
| Рік                                             | Фільм                                                                         | Номінанти |
| ----------------------------------------------- | ----------------------------------------------------------------------------- | --------- |
| 2010 (83-тя)                                    |                                                                               |           |
| «Початок»                                       | Пол Франклін, Кріс Корбульд, Ендрю Локлі, Пітер Бебб                          |           |
| «Аліса у Дивокраї»                              | Кен Ралстон, Девід Шауб, Кері Віллегас, Шон Філіпс                            |           |
| «Гаррі Поттер і Смертельні реліквії: Частина 1» | Тім Берк, Джон Річардсон, Крістіан Манц, Ніколя Айтаді                        |           |
| «Потойбічне»                                    | Майкл Оуенс, Брайан Грілл, Стефан Троянський, Джо Фаррелл                     |           |
| «Залізна людина 2»                              | Дженек Сіррс, Бен Сноу, Гед Райт, Ден Судік                                   |           |
| 2011 (84-та)                                    |                                                                               |           |
| «Хранитель часу»                                | Роберт Легато, Джосс Вільямс, Бен Гроссманн, Алекс Геннінг                    |           |
| «Гаррі Поттер і Смертельні реліквії: Частина 2» | Тім Берк, Девід Вікері, Грег Батлер, Джон Річардсон                           |           |
| «Реальна сталь»                                 | Ерік Неш, Джон Розенгрант, Денні Ґордон Тейлор та Свен Гіллберг               |           |
| «Повстання планети мавп»                        | Джо Леттері, Ден Леммон, Р. Крістофер Вайт, Даніель Баррет                    |           |
| «Трансформери: Темний бік Місяця»               | Скотт Фаррар, Скотт Бенза, Метью Е. Батлер, Джон Фрейзьєр                     |           |
| 2012 (85-та)                                    |                                                                               |           |
| «Життя Пі»                                      | Білл Вестенхофер, Гійом Рошерон, Ерік-Ян де Бур, Дональд Р. Елліотт           |           |
| «Хоббіт: Несподівана подорож»                   | Джо Леттері, Ерік Сайндон, Девід Клейтон, Р. Крістофер Вайт                   |           |
| «Месники»                                       | Дженек Сіррс, Джефф Вайт, Гай Вільямс, Ден Судік                              |           |
| «Прометей»                                      | Річард Стаммерс, Тревор Вуд, Чарлі Генлі, Мартін Гілл                         |           |
| «Білосніжка та мисливець»                       | Седрік Ніколя-Троян, Філіп Бреннан, Ніл Корбульд, Майкл Доусон                |           |
| 2013 (86-та)                                    |                                                                               |           |
| «Гравітація»                                    | Тім Веббер, Кріс Лоуренс, Дейв Ширк, Ніл Корблуд                              |           |
| «Хоббіт: Пустка Смога»                          | Джо Леттері, Ерік Сайндон, Девід Клейтон, Ерік Рейнолдс                       |           |
| «Залізна людина 3»                              | Крістофер Таунсенд, Гай Вільямс, Ерік Неш, Ден Судік                          |           |
| «Самотній Рейнджер»                             | Тім Олександр, Гарі Брозеніч, Едсон Вільямс, Джон Фрейзьєр                    |           |
| «Стартрек: Відплата»                            | Роджер Гіет, Патрік Тубах, Бен Гроссманн, Берт Далтон                         |           |
| 2014 (87-ма)                                    |                                                                               |           |
| «Інтерстеллар»                                  | Пол Франклін, Ендрю Локлі, Іан Хантер, Скотт Р. Фішер                         |           |
| «Перший месник: Друга війна»                    | Ден ДеЛіу, Рассел Граф, Брайан Гріл, Ден Судік                                |           |
| «Світанок планети мавп»                         | Джо Леттері, Ден Леммон, Даніель Баррет, Ерік Вінквіст                        |           |
| «Вартові галактики»                             | Стефан Серетті, Ніколя Айтаді, Джонатан Фокнер, Пол Корбульд                  |           |
| «Люди Ікс: Дні минулого майбутнього»            | Річард Стаммерс, Лу Пекора, Тім Кросбі, Камерон Вальдбауер                    |           |
| 2015 (88-ма)                                    |                                                                               |           |
| «Ex Machina»                                    | Марк Вільямс Ардінгтон, Сара Беннетт, Пол Норріс, Ендрю Вайтгерст             |           |
| «Шалений Макс: Дорога гніву»                    | Ендрю Джексон, Ден Олівер, Енді Вільямс Том Вуд                               |           |
| «Марсіянин»                                     | Андерс Ленгландс, Кріс Лоуренс, Річард Стаммерс, Стівен Ворнер                |           |
| «Легенда Г'ю Гласса»                            | Річард МакБрайд, Метт Шумвей, Джейсон Сміт, Камерон Вальдбауер                |           |
| «Зоряні війни: Пробудження Сили»                | Кріс Корбульд, Роджер Гіет, Патрік Тубах, Ніл Скенлан                         |           |
| 2016 (89-та)                                    |                                                                               |           |
| «Книга джунглів»                                | Роберт Легато, Адам Вальдес, Ендрю Р. Джонс, Ден Леммон                       |           |
| «Глибоководний горизонт»                        | Крейг Хаммак, Джейсон Снелл, Джейсон Біллінгтон, Берт Далтон                  |           |
| «Доктор Стрендж»                                | Стефан Серетті, Річард Блафф, Вінсент Сіреллі, Пол Корбульд                   |           |
| «Кубо і легенда самурая»                        | Стів Емерсон, Олівер Джонс, Браян Маклін, Бред Шифф                           |           |
| «Бунтар Один. Зоряні Війни. Історія»            | Джон Нолл, Мохен Лео, Гал Гікель, Ніл Корблуд                                 |           |
| 2017 (90-та)                                    |                                                                               |           |
| «Той, хто біжить по лезу 2049»                  | Джон Нельсон, Герд Нефзер, Пол Ламбер, Річард Р. Гувер                        |           |
| «Вартові галактики 2»                           | Крістофер Таунсенд, Гай Вільямс, Джонатан Фокнер, Ден Судік                   |           |
| «Конг: Острів Черепа»                           | Стівен Розенбаум, Джефф Вайт, Скотт Бенза, Майк Мейнардус                     |           |
| «Зоряні війни: Останні джедаї»                  | Бен Морріс, Майк Малхолланд, Ніл Скенлан, Кріс Корбульд                       |           |
| «Війна за планету мавп»                         | Джо Леттері, Даніель Баррет, Ден Леммон, Джоел Віст                           |           |
| 2018 (91-ша)                                    |                                                                               |           |
| «Перша людина»                                  | Пол Ламберт, Ян Гантер, Трістан Майлз, Дж. Д. Швальм                          |           |
| «Месники: Війна нескінченності»                 | Ден Деліу, Келлі Порт, Рассел Граф, Ден Судік                                 |           |
| «Крістофер Робін»                               | Крістофер Лоуренс, Майкл Еймс, Тео Джонс, Кріс Корбульд                       |           |
| «Першому гравцю приготуватися»                  | Роджер Гіет, Грейді Кофер, Меттью Е. Батлер, Дейв Ширк                        |           |
| «Соло. Зоряні Війни. Історія»                   | Роб Бредов, Патрік Тубах, Ніл Скенлан, Домінік Тугі                           |           |
| 2019 (92-га)                                    |                                                                               |           |
| «1917»                                          | Гійом Рошерон, Грег Батлер, Домінік Тухі                                      |           |
| «Месники: Завершення»                           | Ден Деліу, Рассел Ерл, Метт Ейткен, Ден Судік                                 |           |
| «Ірландець»                                     | Пабло Гельман, Леандро Естебекорена, Нельсон Сепульведа-Фаузер, Стефан Граблі |           |
| «Король Лев»                                    | Роберт Легато, Адам Вальдес, Ендрю Р. Джонс, Елліот Ньюман                    |           |
| «Зоряні війни: Скайвокер. Сходження»            | Роджер Гієт, Ніл Скенлон, Патрік Таби, Домінік Тугі                           |           |

### 2020-ті
| Рік                               | Фільм                                                              | Номінанти |
| --------------------------------- | ------------------------------------------------------------------ | --------- |
| 2020 (93-тя)                      |                                                                    |           |
| «Тенет»                           | Ендрю Джексон, Девід Лі, Ендрю Локлі, Скотт Фішер                  |           |
| «Любов і монстри»                 | Метт Слоун, Женев'єв Камайєрі, Метт Еверітт, Браян Кокс            |           |
| «Опівнічне небо»                  | Метью Касмір, Крістофер Лоуренс, Макс Соломон, Девід Воткінс       |           |
| «Мулан»                           | Шон Фейден, Андерс Ленґлендс, Сет Морі, Стівен Інґрем              |           |
| «Айван, єдиний і неповторний»     | Нік Девіс, Грег Фішер, Бен Джонс, Сантьяго Коломо Мартінес         |           |
| 2021 (94-та)                      |                                                                    |           |
| «Дюна»                            | Пол Ламберт, Трістан Майлз, Браян Коннор, Герд Нефзер              |           |
| «007: Не час помирати»            | Чарлі Ноубл, Джоел Грін, Джонатан Фокнер, Кріс Корбоулд            |           |
| «Людина-павук: Додому шляху нема» | Келлі Порт, Кріс Вагнер, Скотт Едельштейн, Ден Судік               |           |
| «Персонаж»                        | Свен Гілберг, Браян Гриль, Нікос Калайцідіс, Ден Судік             |           |
| «Шан-Чі та Легенда Десяти Кілець» | Крістофер Таунсенд, Джо Фаррелл, Шон Ноель Уокер, Ден Олівер       |           |
| 2022 (95-та)                      |                                                                    |           |
| «Аватар: Шлях води»               | Джо Леттері, Річард Бейнхем, Ерік Сайндон і Деніел Барретт         |           |
| «На Західному фронті без змін»    | Франк Петцольд, Віктор Мюллер, Маркус Франк, Каміль Джафар         |           |
| «Бетмен»                          | Ден Леммон, Рассел Ерл, Андерс Ленглендс і Домінік Туохі           |           |
| «Чорна пантера: Ваканда назавжди» | Джеффрі Бауманн, Крейг Хеммак, Р. Крістофер Уайт і Ден Судік       |           |
| «Найкращий стрілець: Маверік»     | Раян Тадхоуп, Сет Хілл, Браян Літсон та Скотт Р. Фішер             |           |
| 2023 (96-та)                      |                                                                    |           |
| «Годзілла: Мінус один»            | Такаші Ямазакі, Кійоко Шібуя, Масакі Такахаші та Тацуджі Ноджіма   |           |
| «Творець»                         | Джей Купер, Іан Комлі, Ендрю Робертс і Ніл Корболд                 |           |
| «Вартові галактики 3»             | Тео Бялек, Стефан Черетті, Алексіс Вайсброт та Гай Вільямс         |           |
| «Місія неможлива: Розплата»       | Ніл Корболд, Сімон Коко, Джефф Сазерленд та Алекс Вутке            |           |
| «Наполеон»                        | Генрі Баджетт, Ніл Корболд, Чарлі Генлі та Люк-Евен Мартін-Фенує   |           |
| 2024 (97-ма)                      |                                                                    |           |
| «Дюна: Частина друга»             | Пол Ламберт, Стівен Джеймс, Ріс Солкомб, Герд Нефцер               |           |
| «Чужий: Ромул»                    | Ерік Барба, Нельсон Сепульведа-Фаузер, Даніель Макарін, Шейн Маган |           |
| «Королівство планети мавп»        | Ерік Вінквіст, Стівен Унтерфранц, Пол Сторі, Родні Берк            |           |
| «Wicked: Чародійка»               | Пабло Гельман, Джонатан Фокнер, Дейв Ширк, Пол Корболд             |           |
| «Роббі Вільямс: Better Man»       | Люк Міллар, Девід Клейтон, Кіт Герфт, Пітер Стаббс                 |           |